# Герб Грайворонского района
Герб Грайворонского района — официальный символ Грайворонского района Белгородской области России; один из главных официальных символов района, наряду с муниципальным флагом.
Впервые утверждён постановлением главы администрации района № 290 4 декабря 1995 года. Герб города Грайворона и Грайворонского района переутверждён решением третьей сессии районного Совета от 20 декабря 1996 года.

## История
Впервые район образован в 1928 году в составе Белгородского округа Центрально-Чернозёмной области после упразднения Грайворонского уезда. В 1954 году Грайворонский район вошёл в состав новообразованной Белгородской области.
В апреле 2018 года район преобразован в городской округ. Но как административно-территориальная единица Грайворонский район сохранился. Герб округа утверждён решением Совета депутатов Грайворонского городского округа от 18 декабря 2018 года № 92. Согласно Положению о гербе:

В золотом поле летящий в правую сторону черный ворон с рапростертыми в диагональном направлении крыльями. В вольной части герб Белгородской области.
Герб Грайворона выполнен согласно обычаям герба уездного города Грайворона, утверждённого 25 октября 1841 года.

Щит, разделённый на две равные части: верхняя из них заключает в себе герб губернского города Курска, а нижняя имеет в золотом поле летящего в правую сторону чёрнаго ворона, с распростёртыми в диагональном положении крыльями.
Разрешается воспроизведение герба Грайворон в одноцветном варианте, а также без вольной части с гербом области.
Герб Грайворонского района является одновременно и символом города Грайворона. В случае разграничения органов самоуправления города и района, герб остаётся исключительно символом города Грайворона.